# Индра
И́ндра (санскр. इन्द्र) — наиболее популярный по количеству упоминаний бог «Ригведы». Царь богов и повелитель небесного царства в ведизме и индуизме. Он властелин Сварги (рая,  известного также как Индра-лока), где царит радость ментального и физического бытия и отсутствует смерть. Он также описывается как божество света, молнии, дождя, речных потоков и войны. Индра — предводитель воинства богов в их борьбе с асурами, его также считали покровителем варны кшатриев.
Индру почитают за силу и за то, что он убивает символическое зло в образе демона Вритры, который препятствует человеческому процветанию и счастью. Индра уничтожает Вритру и приносит дождь и солнечный свет. Образ дождя в данном случае может символизировать очищение человеческой природы, которое является необходимым условием для достижения Сварги, находящейся, согласно Ведам, по ту сторону вод.
В Ведах Индра выступает как творческая сила, разрушающая мрак и хаос; силой он управляет Землёй, Небом, Богами и всем сущим. Принцип, который представляет собой Индра, — это Ментальная Энергия, освобожденная от ограничений омрачённого сознания. Именно этот просветленный Разум творит совершенные формы мысли и действия, не искаженные ложностью чувств.
Индра разъединил Небо и Землю, которые пребывали до этого в неразделенном единстве, сотворил облик мира с его атмосферой, солнцем, горами, реками и прочим:
Без балок он укрепил высокое небо.

Он наполнил два мира, воздушное пространство.

Он удержал землю и расширил [ее].

В опьянении сомой Индра совершил эти [подвиги].

Он измерил мерами устремленные вперед [горы], словно [жертвенное] сиденье.

Ваджрой он пробил русла рек.

Он пустил [воды] весело течь по [их] долгобегущим путям.

В опьянении сомой Индра совершил эти [подвиги].Ригведа II, 15. К Индре
В гимнах Ригведы часто упоминается, что он опьянен сомой — божественным напитком, который дарует творческое вдохновение и несокрушимую силу. Ведийские риши выжимают нектар сомы при помощи давильных камней, которые этимологически связаны с молнией Индры. Ритуальное очищение Сомы символизирует собой освобождение человеческого сознания от узости и двойственности, чтобы принять в себя весь поток жизни и обратить его в чистый восторг истинного существования, в божественную Ананду.
В Ведах Индра часто изображается в виде коровы или коня, его также называют Владыкой стад, что можно трактовать как намёк на более позднюю идею Пуруши. В гимне VI.28.5 Ригведы есть даже такие строки: «эти самые коровы, о люди, они и есть Индра; к Индре стремлюсь я всем своим сердцем и всем умом». Это отождествление коров с Индрой чрезвычайно важно, потому что коровы и кони — это не просто физический скот, это элементы богатства, обретаемого через жертвоприношение, символы духовных сокровищ.

## Имя и этимология
Существуют множество версий этимологии слова «Индра»:
- Индру так называют, потому что он: распределяет еду (irā + dṛ) или ниспосылает еду (irā + dāraya) или же получает удовольствие от сомы (indu + ram). (данное Яской в Нирукте (одна из шести веданг), шлока 10.8)
- Он так зовется, потому что видит все (idam. + dṛś), говорит Аупаманьява (Aupamanyava). Также это слово может происходить от глагола id, который означает «быть могущественным», то есть, будучи могущественным, Индра разрывает врагов на части или обращает их в бегство.
- Шри Ауробиндо указывает на схожесть слова Индра со словами «луна» (indu), «блистающий», «солнце» (ina) и «зажигать» (indh)[9].

Так же имя выводится из следующих корней:
- Корень ind-u, или «капля дождя», основанный на ведийской мифологии, согласно которой он победил дождь и низвел его на землю[10][11].
- Корень ind, или «оснащен великой силой». Версия была предложена Вопадевой[10].
- Корень idh или «зажигать», и ina или «сильный»[12][13].
- Корень indha, или «зажигатель», за его способность нести свет и силу (индрию), которые зажигают жизненные силы жизни (прану). Версия основана на Шатапатха-брахмане[14].
- Корень idam-dra, или «Это видение», который относится к тому, кто первым постиг самодостаточный метафизический Брахман. Это основано на Айтарейя-упанишаде[10].
- Корни в именах древних индоевропейских, индоарийских божеств[15]. Например, Джон Коларуссо утверждает, что это отражение протоиндоевропейского *h₂nḗr-, греческого anēr, сабинского nerō, авестийского nar-, умбрийского nerus, древнеирландского nert, пуштунского nər, осетинского nart и других, которые все значат «самый мужественный» или «герой»[15].

Имя на разных языках:

## Гаятри-мантраИндры
| Санскрит                                                                                  | Транскрипция                                                                       | Художественный перевод |
| ----------------------------------------------------------------------------------------- | ---------------------------------------------------------------------------------- | --- |
| oṃ devarājāya (или sahasranetrāya) vidmahe vajrahastāya dhīmahi tannaḥ indraḥ prachodayāt | ом девара́джая (саха́сране́трая) ви́дмахе ваджра́хашта́я дхи́махи танна́х индра́х прачо́дая́т | Ом, да постигну [я] Царя Богов (Тысячеокого), медитируя [на Него,] держащего ваджру в своей руке, пусть тот Индра вдохновит [меня]. |

## Иконография
Индра изображается внушающим страх великаном с большим животом, наполненным сомой, и четырьмя руками. В одной руке он держит ваджру, своё особое оружие, которым он убивает демонов и пробуждает к жизни убитых воинов, другая рука держит анкуш или копьё, третья — колчан со стрелами, а четвёртая держит сеть иллюзий и крючок наготове, чтобы ловить врагов и заставлять их ошибаться. Его лук — это радуга. Цвет его тела, как правило, красный или золотой. Его ездовое животное (вахана) — это белый небесный слон Айравата, небесный предок всех индийских слонов. Иногда рядом с ним изображается гончая Сарама.

## Легенды об Индре и их интерпретация

##### Убийство Вритры
Наиболее часто упоминается в Ведах история, где Индра своей молнией убивает могучего змея Вритру, перекрывшего реки своими девяноста девятью кольцами. Вритра, поглощая воду, рос с необычайной быстротой, оттесняя Западный и Восточный океаны. Каждый день змей пожирал огромное количество пищи, и намеревался поглотить всю Вселенную, Богов и живых существ. Индра возглавил небесное воинство и повел его в бой. Одним сокрушительным ударом ваджры он рассек голову демону. Воды, плененные чревом Вритры, вырвались на свободу и устремились к океану. (Гимн Ригведы 1.32)
Миф об убиении Индрой Вритры получает разные истолкования, например, сам Вритра, согласно Ольденбергу, интерпретируется как демон засухи и победа над ним громовержца понимается как аллегория грозы, освобождающей проглоченные змеем воды. Хиллебрандт усматривает здесь отражение очень древнего мифа о победе Солнца над демоном зимы, сковавшим реки. Но тогда этот миф должен был сложиться в стране с более суровым климатом, то есть ещё до прихода ариев в Индию. Кроме того, весьма популярно космогоническое истолкование, выдвинутое голландским ученым Ф. Б. Я. Кёйпером. Он указывает, что убиение Индрой Вритры составляет первую часть демиургического акта. Изначальный мир, в котором господствовал хаос, представлен первохолмом, который должен быть расколот до основания и срыт. Но в этом первохолме заключена сила сопротивления, олицетворяемая Вритрой, ибо само слово Вритра и означает «препятствие, сопротивление». Задача Индры сводится к тому, чтобы обеспечить возникновение двойственного мира форм из нерасчлененного хаоса. Своей ваджрой Индра побеждает силу сопротивления косного хаоса. Поражая Вритру, Индра вместе с тем раскалывает холм, на котором он возлежит, и огонь и вода (Агни-Сурья и Апах-Сома) вынуждены покинуть недифференцированный мир косности и вступить в сонм небесных Богов (X.124.2, 6). Посредством убиения Вритры Индра также отделяет Небо от Земли (это уже вторая часть демиургического акта), и таким образом устанавливается дуализм небесного и подземного мира (представленный Богами-Дэвами и асурами).

##### Возвращение небесных коров
Асуры Пани (могущественный род асуров) похитили небесных коров и угнали их на край Вселенной, спрятав в горной пещере у демона Вала. В мире воцарился мрак, ибо коровы были семью лучами зари. Индра послал на поиски божественную собаку Сараму. Но Пани подкупили её коровьим молоком, и та, вернувшись к Индре, сказала, что не нашла пропажу. Всеведущий Индра с мудрецами Ангирасами все же нашёл коров. Демон пещеры Вала, охраняющий коров, был повержен огненной ваджрой Индры. Так небесные коровы были освобождены, рассеялся мрак и воссиял в небе свет Ушас, Богини Зари, и Солнце вернулось в мир.
Интересную трактовку легенды о завоевании рек и возвращении небесних коров предлагает Шри Ауробиндо, который указывает также на сходство этих двух историй. Семь лучей или коров — это Адити, наша Высшая Природа, первоначальный источник позднейшей идеи Пракрити или Шакти. Лучи в Ведах символизируют знание или духовное озарение. Так же и семь рек являются потоками сознания, соответствующими семи мирам, перечисляемым в Пуранах. Их полное течение в человеческом сознании и составляет полное проявление его энергий. Или, согласно ведическому образу: его [сознания] коровы пьют воды семи рек.

##### Легенда о проявлении Солнца
Индра (часто вместе с риши Ангирасами) описывается как тот, кто находит Свар или Солнце, проявляет или зажигает его, или же дает ему рождение, а также как тот, кто завоевывает и владеет им. Сурья есть Бог наивысшего Видения, безбрежный Свет, который в Веде символизирует знание или духовное озарение. Это рождение Солнца происходит из Ночи, которая символизирует наше затемнённое сознание, полное неведения и страдания; Свет есть приход озаренного высшего сознания, которое ведет нас к истине и счастью. Оно происходит посредством мантр и жертвоприношения, которые во многих гимнах описываются как результат работы
Ангирасов.

## Связь Индры с другими божествами
Чтобы лучше понять, что же представляет собой Индра ведических времён, нужно подчеркнуть, что религия Вед по своей сути является монотеистической, а ведические Боги представляют собой различные описательные имена единого Божества, а также они есть проявления Его сил. Даже несмотря на то, что Индра в некоторых стихах провозглашён царём Богов, не существует постоянной субординации других Богов Индре. Согласно ведической мысли, все Боги и Божества являются ипостасями одного и того же вечного абстрактного Брахмана. Все боги повинуются Индре, но также они повинуются Варуне, Вишну, Рудре и другим, когда этого требует ситуация.

## Индра в разныеманвантары
Согласно индуистскому учению, существует период времени, называемый манвантара — эпоха Ману. Каждая Манвантара состоит из 71 маха-юги, которая длится 4 320 000 лет. Причём 14 манвантар вместе составляют один день бога Брахмы — Кальпу, время, когда материальный мир существует. Причём каждая манвантара — это время жизни Индры: в конце её он умирает, но в начале следующей воскресает. Нынешний Индра — седьмой. Ниже приводится список Индр из Вишну-пураны:
| №  | Манвантара     | Индра     |
| -- | -------------- | --------- |
| 1  | Сваямбхува     | Яджна     |
| 2  | Сварочиша      | Випаскита |
| 3  | Уттама         | Сусанти   |
| 4  | Тамаса         | Сиби      |
| 5  | Райвата        | Вибу      |
| 6  | Чакшуша        | Маноява   |
| 7  | Вайвасвата     | Пурандара |
| 8  | Саварни        | Бали      |
| 9  | Дакша саварни  | Адбута    |
| 10 | Брахма саварни | Санти     |
| 11 | Дхарма саварни | Виса      |
| 12 | Рудра саварни  | Ритудама  |
| 13 | Росиа          | Деваспати |
| 14 | Бути           | Шучи      |

## Эпитеты
- Шатакрату (санскр. शतक्रतु, IAST: śatakratu) — «Принёсший 100 жертв»[25]
- Шатаманью (санскр. शतमन्यु, IAST: śatamanyu) — «Стогневный»
- Шакра (санскр. शक्र, IAST: śakra) — «Могучий»
- Пурандара (санскр. पुरंदर, IAST: puraṃdara, purandara) — «Крушитель Твердынь»
- Магхава (санскр. मघवा, IAST: maghavā) — «Щедрый»
- Махендра (санскр. महेन्द्र, IAST: mahendra) — «Великий Индра»
- Ваджрабхарт — «Громодержец»
- Вритрахан — «Победитель Вритры»
- Сахасракша — «Тысячеглазый»[26].
- Балахан — «Победитель Балы»
- Аджа (санскр. अज) — «Нерождённый»
- Аджайкапада или Аджа Экапад — «Одноногий Овен» (полное название созвездия)
- Васава (санскр. वासव, IAST: vāsava) — «Владыка Благих», родовое имя Индры.